# Олесь Анатолійович Міхалевич
Олесь (Олексій) Анатолійович Міхалевич (біл. Алесь Міхалевіч; нар. 15 травня 1975, Мінськ) — білоруський громадський і політичний діяч, кандидат у президенти Республіки Білорусь.

## Біографія
Народився в Мінську в сім'ї наукових співробітників Національної академії наук Білорусі (тоді Академії наук БРСР).

### Навчання
Навчався в математичній школі №19 м. Мінська, Білоруському гуманітарному ліцеї.
У 1997 році закінчив юридичний факультет Білоруського державного університету за фахом “політолог-юрист”. Під час навчання в університеті очолював Об'єднання Білоруських Студентів (Задзіночаньне Беларускіх Студэнтаў) – громадську організацію, що захищає права білоруських вузів. Стажувався у Варшавському (Польща) й Оксфордському (Англія) університетах.

### Робота
У 1997 році, після закінчення університету, створив та очолив організацію, яка займалася молодіжними  обмінами й туризмом, і завдяки якій понад 2000 молодих людей змогли побувати в країнах Західної і Центральної Європи.
З 2000 року працював заступником директора, генеральним директором СП “Аркадія”, що спеціалізувався на  туристичному бізнесі. У зв'язку із участю керівника підприємства в парламентських виборах 2004 року сама компанія стала об'єктом численних перевірок та інспекцій. Сьома перевірка спонукала Олеся Міхалевича звільнитися з посади генерального директора СП “Аркадія”.
З 2005 р. – антикризовий керівник, акредитований Міністерством економіки РБ.
У 2007 – 2008 рр. – юрисконсульт Асоціації інвалідів війни в Афганістані.
У 2008 – 2010 рр. – юрист Білоруської незалежної профспілки.

### Особисте
Олесь Міхалевич із юності захоплюється рок-музикою (The Beatles, The Doors, Deep Purple; “ДДТ”; “Н.Р.М”, “Крама”, “Нейро Дюбель”) та історичною літературою. Грає у сквош і настільний теніс. Окрім рідних білоруської та російської, також вільно володіє англійською і польською мовами, вивчає німецьку.
Рядовий запасу ВС РБ (не проходив термінову службу внаслідок короткозорості середнього ступеня).
Одружений, батько двох дочок. Розлучений. Дочки: Леся (Лєся), 2000 року народження, Олена (Альона), 2009 року народження.

## Політична діяльність
У 2004 – 2008 рр. – заступник голови партії Білоруський народний фронт.
Після висунення на пост голови партії в 2008 р. та пропозиції програми з її реформування виключений з організації за публічну критику керівництва.
З 2003 по 2007 рр. – депутат Пуховицької районної ради Мінської області, координатор Асамблеї депутатів місцевих рад. У той же час – видавець газети “Регіон” (м. Мар’їна Горка Мінської області), ініціатор ряду рішень з розширення повноважень органів місцевого самоврядування.
27 січня 2010 року публічно оголосив про початок своєї кампанії з висунення на пост президента Білорусі як незалежний кандидат.
Наступного ранку після президентських виборів, 20 грудня 2010 Міхалевича було затримано й доправлено в СІЗО, де він пробув до вечора 19 лютого 2011. Вийшовши на волю, Міхалевич публічно заявив про катування в'язнів у СІЗО та скерував відповідну заяву до Прокуратури Білорусі та ООН. Невдовзі після того він виїхав до України, порушивши підписку про невиїзд. 23 березня Чехія дала політичний притулок Міхалевичу.
1 червня 2011 білоруська прокуратура оголосила Міхалевича в міжнародний розшук.